# Anthaxia collaris
Anthaxia collaris es una especie de escarabajo del género Anthaxia, familia Buprestidae. Fue descrita científicamente por Kerremans en 1893.